# 2052 Tamriko
2052 Tamriko (1976 UN) là một tiểu hành tinh vành đai chính được phát hiện ngày 24 tháng 10 năm 1976 bởi R. M. West ở La Silla.